# Маджед, Монтадер
Монтадер Маджед (швед. Montader Madjed; род. 7 апреля 2005, Öster, Йёнчёпинг) — шведский футболист, нападающий клуба «Хаммарбю».

## Клубная карьера
Является воспитанником «Эстера», в составе которого выступал на детском и юношеском уровне. 27 ноября 2020 года перешёл в «Варберг», подписав с клубом трёхлетний контракт. 4 июля 2021 года дебютировал в основном составе команды в матче чемпионата Швеции с «Кальмаром». Маджед появился на поле на 76-й минуте, заменив Хампуса Закриссона.

## Клубная статистика
| Выступление      | Выступление      | Выступление      | Лига | Лига | Кубки | Кубки | Конт. кубки | Конт. кубки | Итого | Итого |
| Клуб             | Лига             | Сезон            | Игры | Голы | Игры  | Голы  | Игры        | Голы        | Игры  | Голы  |
| ---------------- | ---------------- | ---------------- | ---- | ---- | ----- | ----- | ----------- | ----------- | ----- | ----- |
| Варберг          | Аллсвенскан      | 2021             | 2    | 0    | 0     | 0     | 0           | 0           | 2     | 0     |
| Варберг          | Итого            | Итого            | 2    | 0    | 0     | 0     | 0           | 0           | 2     | 0     |
| Всего за карьеру | Всего за карьеру | Всего за карьеру | 2    | 0    | 0     | 0     | 0           | 0           | 2     | 0     |